# Tour T1
La tour T1 est un gratte-ciel de bureaux  situé sur la commune de Courbevoie (dans le quartier de La Défense), à l'ouest de Paris.

## Historique
La construction de cette tour commença en 2005 et se termina en 2008. D'une hauteur de 185 mètres, elle est en 2016 le sixième plus haut bâtiment de France, après les tours First (231 m), Montparnasse (210 m), Incity (202 m), Majunga (195 m), et Total (190 m).
Conçue par le cabinet d'architectes Valode et Pistre, elle a la forme d'une feuille pliée en deux, ressemblant à une voile gonflée par le vent. La façade sud de la tour est strictement verticale (vers la Défense), alors que côté nord la façade descend progressivement vers Courbevoie assurant ainsi une transition avec la ville basse.
Elle est intégralement louée par ENGIE qui a emménagé dans la tour en 2010.
La Tour T1 a été cédée en juin 2015 par Ivanhoé Cambridge à la foncière Gecina.
La tour a été escaladée à mains nues par le grimpeur Alain Robert le 7 avril 2010, le 3 octobre 2013 et le 24 septembre 2015, suivi par Léo Urban en août 2020, et Alexis Landot en décembre 2020 .

## Galerie

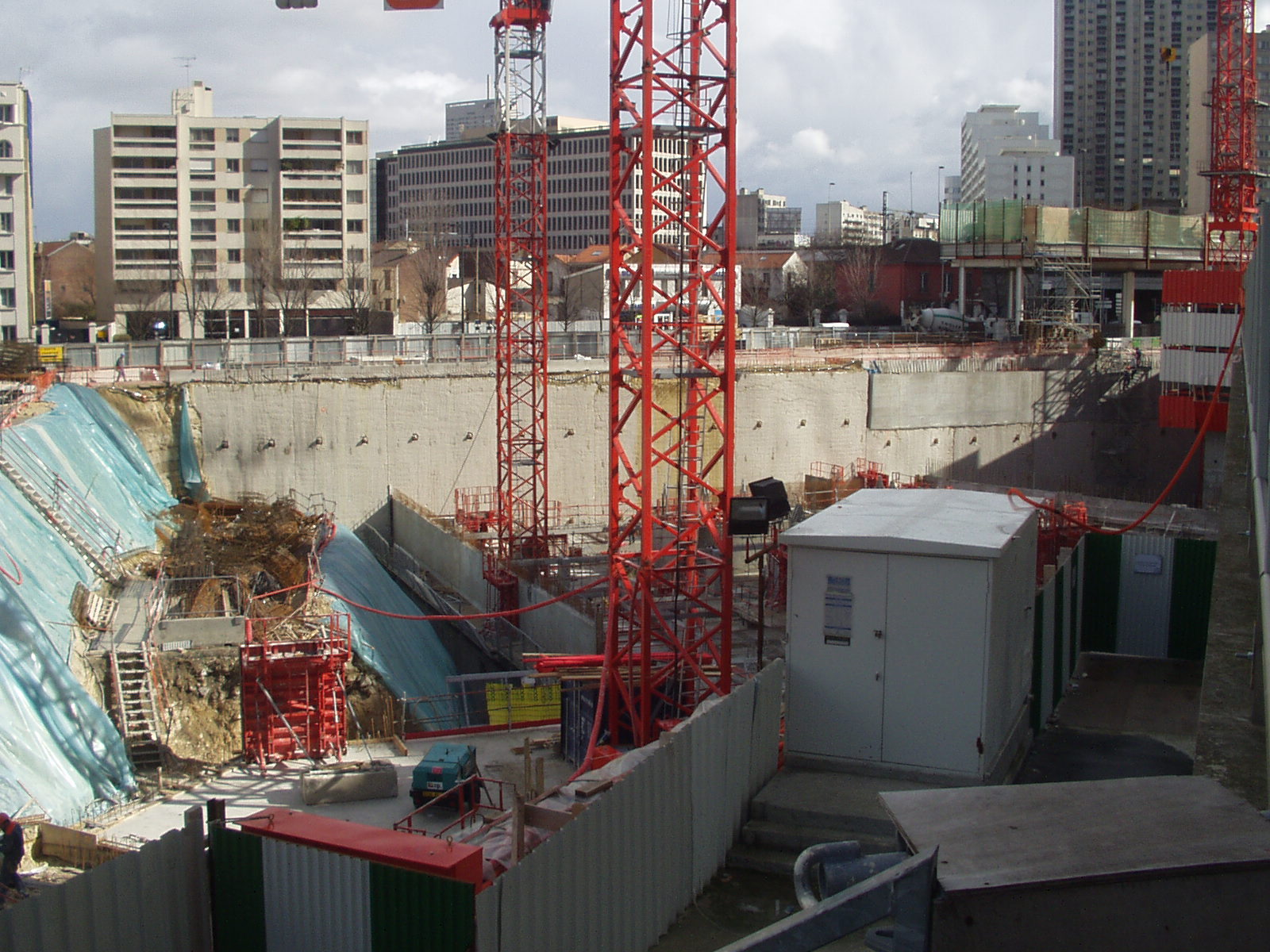
Mars 2006
Octobre 2008
La tour T1 vue depuis le parvis de La Défense